# 天安街道
天安街道，是中华人民共和国辽宁省锦州市古塔区下辖的一个乡镇级行政单位。

## 行政区划
天安街道下辖以下地区：
天安社区、惠安社区、永安社区、良安南社区、良安北社区和长安社区。